# Saâcy-sur-Marne
 Saâcy-sur-Marne  es una población y comuna francesa, en la región de Isla de Francia, departamento de Sena y Marne, en el distrito de Meaux y cantón de La Ferté-sous-Jouarre.

## Demografía
| 1143 | 1074 | 1207 | 1187 | 1393 | 1658 |
| Para los censos de 1962 a 1999 la población legal corresponde a la población sin duplicidades (Fuente: INSEE [Consultar]) |      |      |      |      |      |